# 1838 en musique classique
| \| • Retour à la chronologie générale de la musique classique • \| |
| Grèce • Rome • Haut Moyen Âge • VIIIe siècle • IXe siècle • Xe siècle • XIe siècle XIIe siècle • XIIIe siècle • XIVe siècle • XVe siècle • XVIe siècle • XVIIe siècle XVIIIe siècle • XIXe siècle • XXe siècle • XXIe siècle |
| • Retour à la chronologie générale de la musique classique • |

| Années en musique classique : 1835 - 1836 - 1837 - 1838 - 1839 - 1840 - 1841    |
| Décennies en musique classique : 1800 - 1810 - 1820 - 1830 - 1840 - 1850 - 1860 |

Cet article présente les faits marquants de l'année 1838 en musique.

## Événements
- 15 janvier : La première Salle Favart à Paris est détruite par un incendie.
- 30 janvier : Maria de Rudenz, opéra de Gaetano Donizetti, est créé à La Fenice à Venise.
- 10 septembre : Benvenuto Cellini, opéra de Berlioz, créé à l'opéra de Paris sous la direction de François-Antoine Habeneck.

Autre
- Dépôt du brevet français d'invention de ressort à aiguille par Louis Auguste Buffet utilisé pour le clétage des bois, notamment la clarinette à anneaux mobiles.

## Prix de Rome
1er Prix : Georges Bousquet, 2e Prix : Edme-Marie-Ernest Deldevez et Charles Dancla avec la cantate La Vendetta.

## Naissances

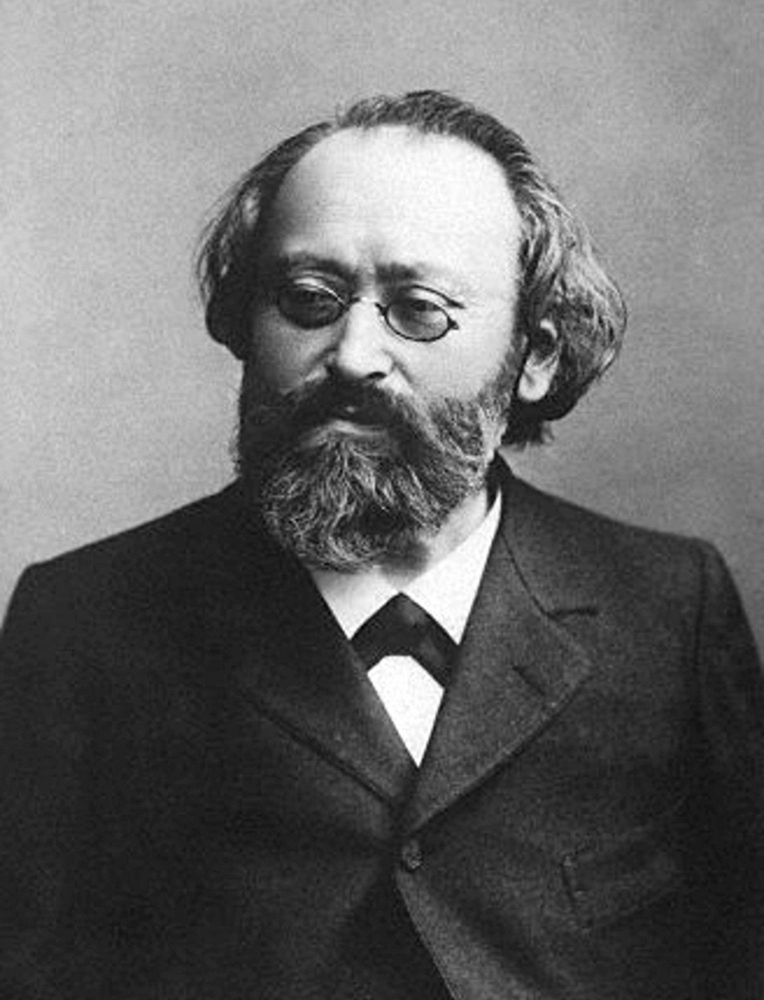
Max Bruch

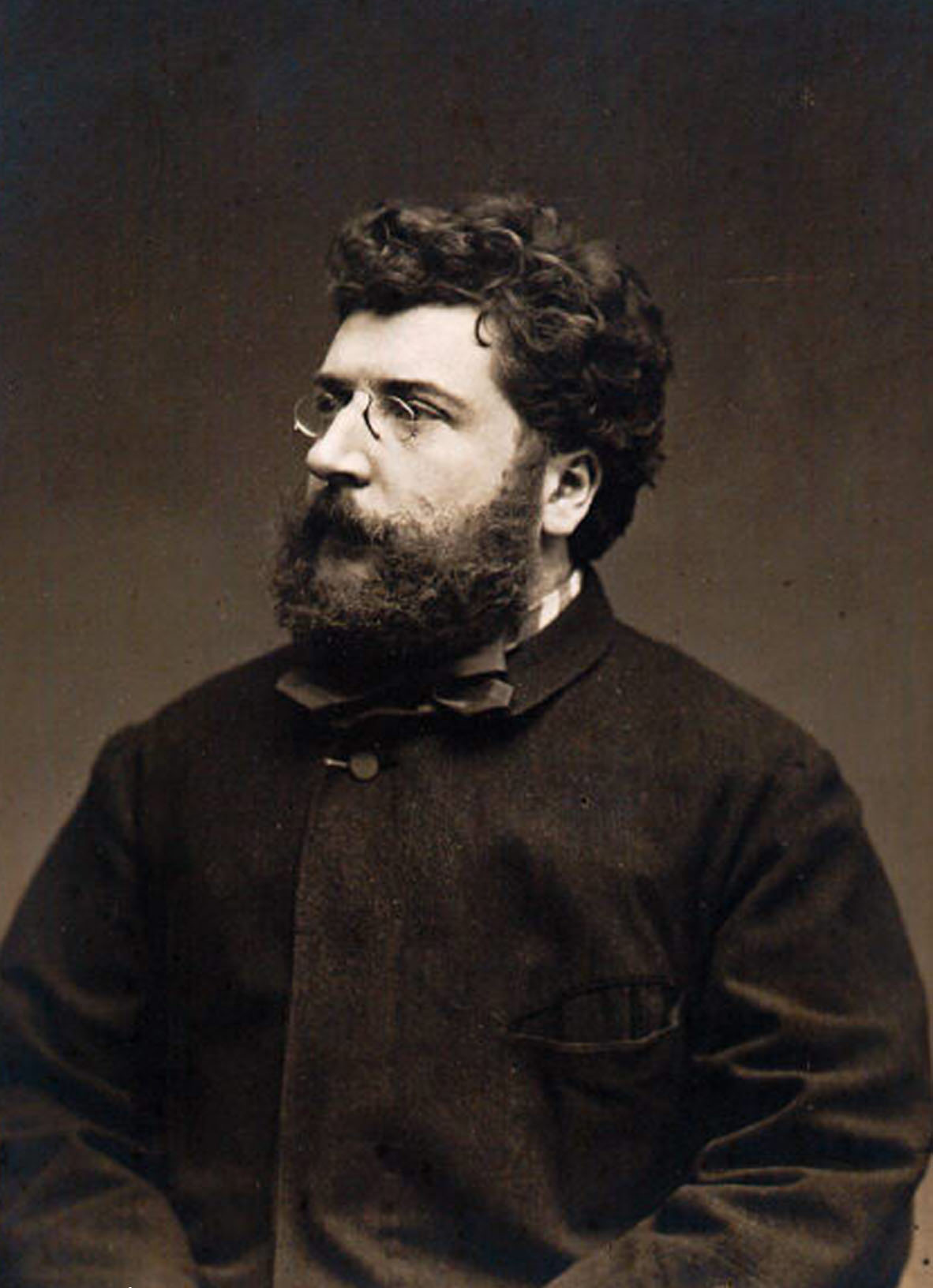
Georges Bizet

- 3 janvier : Joseph Dupont, violoniste, chef d'orchestre et directeur de théâtre belge († 21 décembre 1899).
- 6 janvier : Max Bruch, compositeur allemand († 2 octobre 1920).
- 14 janvier : Henri Deshayes, organiste et compositeur français († 24 février 1913).
- 4 mars : Paul Lacôme, compositeur et critique musical français († 12 décembre 1920).
- 15 mars : Karl Davidov, violoncelliste russe († 26 février 1889).
- 21 mars : Wilma Neruda, violoniste moravienne († 15 avril 1911).
- 3 avril : René de Boisdeffre, compositeur français († 25 novembre 1906).
- 14 avril : Ernest Reuchsel, organiste, professeur de musique et compositeur français († 4 août 1914).
- 16 avril : Karel Bendl, compositeur et chef de chœur tchèque († 20 septembre 1897).
- 19 mai : Henri Messerer, organiste et compositeur français  († 5 octobre 1923).
- 29 mai : Hector Salomon, compositeur français († 28 mars 1906).
- 23 juillet : Édouard Colonne, chef d'orchestre français († 28 mars 1910).
- 27 septembre : Charles Magner, organiste et compositeur français († 8 février 1893).
- 25 octobre : Georges Bizet, compositeur français († 3 juin 1875).
- 15 novembre : Kaspar Bausewein, basse allemande d'opéra († 18 novembre 1903).
- 4 décembre : Melesio Morales, compositeur, chef d'orchestre et pédagogue mexicain († 12 mai 1908).
- 13 décembre : Alexis de Castillon, compositeur français († 5 mars 1873).
- 17 décembre : Berthold Tours, violoniste, organiste, compositeur et éditeur de musique britannique né aux Pays-Bas († 11 mars 1897).
- 28 décembre : Robert Lienau, éditeur de musique  allemand  († 22 juillet 1920).

## Décès

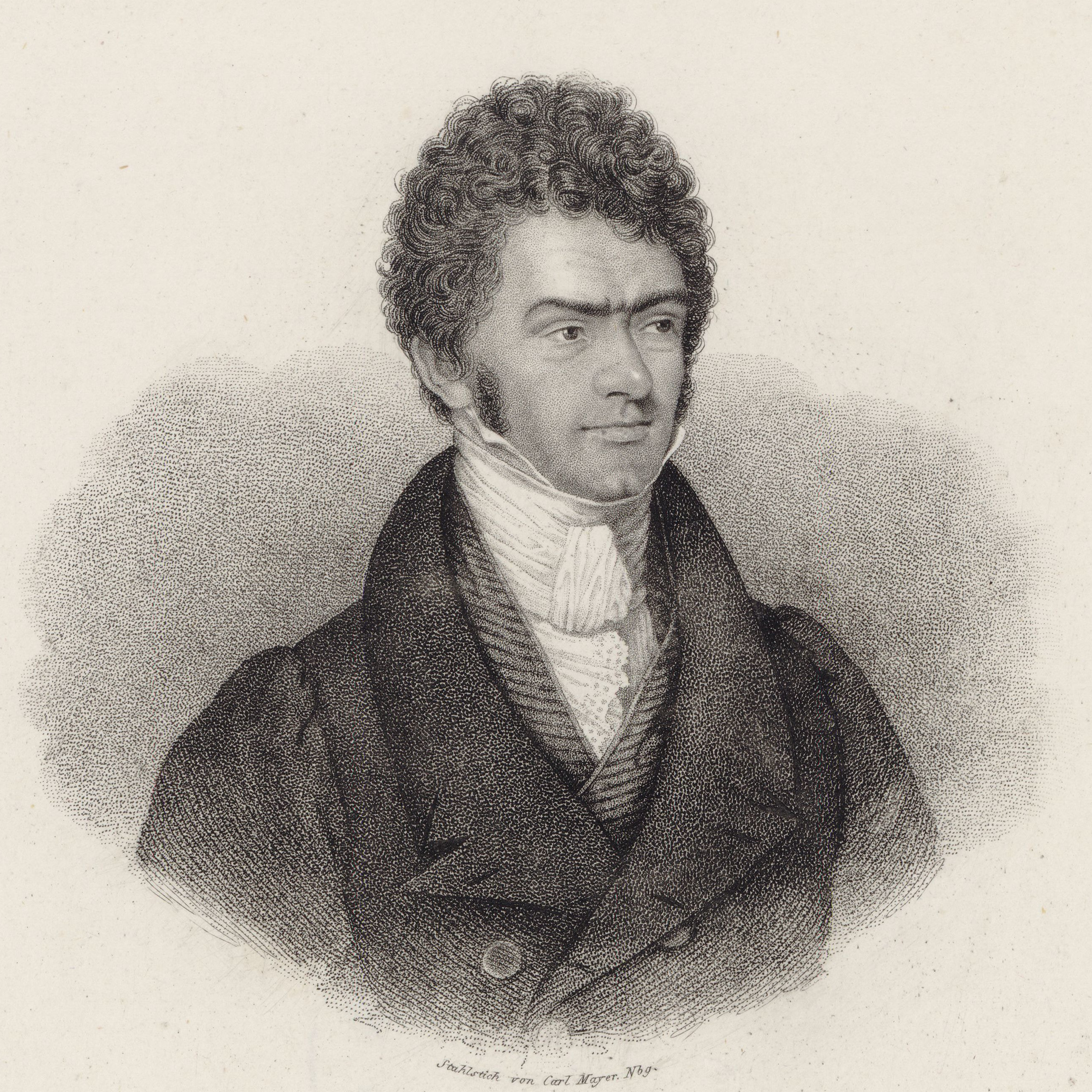
Ferdinand Ries

- 13 janvier : Ferdinand Ries, compositeur et pianiste allemand (° 28 novembre 1784).
- 20 janvier : Pierre-Louis Hus-Desforges, violoncelliste, chef d'orchestre et compositeur français (° 24 mars 1773).
- 2 mars : Johann Christian Ludwig Abeille, pianiste et compositeur allemand (° 20 février 1761).
- 24 mars : Thomas Attwood, compositeur britannique (° 23 novembre 1765).
- 29 mai : Anna Milder-Hauptmann, chanteuse autrichienne (° 13 décembre 1785).
- 12 juin : Giuseppe Pilotti, maître de chapelle et compositeur italien (° 1784).
- 19 juillet : Frédéric Duvernoy, corniste, compositeur et pédagogue français (° 16 octobre 1765).
- 28 juillet : Bernard Henrik Crusell, compositeur et clarinettiste finlandais (° 15 octobre 1775).
- 17 août : Lorenzo da Ponte, poète et librettiste italien (° 1749).
- 24 septembre : Frédéric Berr, clarinettiste et compositeur allemand (° 17 avril 1794).
- 24 novembre : Carl Ludwig Hellwig, compositeur et musicien allemand (° 23 juillet 1773).
- 30 novembre : Václav Farník, clarinettiste et Hautboïste tchèque (° 29 août 1770).
- 26 décembre : Franciszek Lessel, pianiste et compositeur polonais (° vers 1780)